# Isla Javier
Isla Javier är en ö i Chile.   Den ligger i regionen Región de Aisén, i den södra delen av landet, 1 500 km söder om huvudstaden Santiago de Chile. Arean är 124 kvadratkilometer.
Terrängen på Isla Javier är kuperad. Öns högsta punkt är 742 meter över havet. Den sträcker sig 15,7 kilometer i nord-sydlig riktning, och 15,7 kilometer i öst-västlig riktning.
I omgivningarna runt Isla Javier växer i huvudsak blandskog.